# Jan Mikołaj Zgierski
Jan Mikołaj Zgierski herbu Dąbrowa (ur. w maju 1653, zm. 6 grudnia 1713) – polski biskup rzymskokatolicki, duchowny sekretarz wielki litewski w latach 1698–1704, kanonik wileński w 1681 roku, dziekan wileński w 1688 roku.

## Życiorys
Po przyjęciu święceń kapłańskich początkowo proboszcz w Nowogródku i kanonik wileński.
W 1696 mianowany sufraganem wileńskim i biskupem tytularnym Martyropolis. Był członkiem konfederacji olkienickiej w 1700 roku. W latach 1706–1710 tytularny biskup smoleński a od 21 lipca 1710 ordynariusz żmudzki.
Był uczestnikiem Walnej Rady Warszawskiej 1710 roku. 
Pochowany w katedrze Św. Stanisława i Św. Władysława w Wilnie.